# Betty Heidler
Betty Heidler (née le 14 octobre 1983 à Berlin) est une athlète allemande spécialiste du lancer du marteau. Championne du monde en 2007 et championne d'Europe en 2010, elle est l'ancienne détentrice du record du monde de la discipline avec un jet à 79,42 m (2011).

## Biographie
Elle se révèle durant la saison 2004 en se classant quatrième des Jeux olympiques d'Athènes, avant de remporter dès l'année suivante son premier titre de Championne d'Allemagne. Elle remporte cette même année la médaille d'argent des Championnats d'Europe espoirs d'Erfurt avec un lancer à 69,64 m. Conservant son titre national en 2006, elle termine cinquième des Championnats d'Europe de Göteborg, puis remporte en fin d'année la Finale mondiale de l'athlétisme, améliorant le record de la compétition (75,44 m).
Betty Heidler est licenciée au LG Eintracht Francfort. Elle est fonctionnaire à la Police fédérale allemande.
Le 30 août 2007, Betty Heidler monte sur la plus haute marche du podium des Championnats du monde d'Osaka avec un lancer à 74,76 m, devançant de deux centimètres seulement la Cubaine Yipsi Moreno. Elle ne parvient pas à confirmer son rang lors de l'échéance olympique de Pékin en 2008, ne prenant que la neuvième place de la finale avec 70,06 m.
En 2009, l'Allemande se classe deuxième des Championnats d'Europe par équipes de Leiria et remporte par ailleurs les Universiades d'été de Belgrade. Lors des Championnats du monde d'athlétisme disputés en août 2009 dans sa ville natale, Heidler bat en qualifications le record de la compétition avec 75,27 m. En finale, elle est devancée par la Polonaise Anita Włodarczyk, auteur d'un nouveau record du monde. L'Allemande établit quant à elle un nouveau record national avec 77,12 m.
Elle remporte les Championnats d'Europe 2010 avec un jet de 76,38 m, devant Tatyana Lysenko et Anita Włodarczyk.
Le 21 mai 2011, lors du meeting de Halle, Betty Heidler établit le nouveau record du monde du lancer du marteau en atteignant la marque de 79,42 m après avoir amélioré le record d'Allemagne avec un premier jet à 77,17 m. Elle améliore de plus d'un mètre l'ancien record du monde détenu depuis 2010 par Anita Włodarczyk. Après sa deuxième place à Daegu, elle remporte le challenge mondial IAAF du lancer de marteau de 2011 et empoche ainsi 30 000 $.
Aux Jeux olympiques d'été de 2012, elle termine initialement 3e derrière la Russe Tatyana Lysenko et la Polonaise Anita Włodarczyk. Finalement, à la suite de la disqualification de la Russe, elle récupère la médaille d'argent.
Le 8 juillet 2016, elle devient vice-championne d'Europe à l'occasion des Championnats d'Europe d'Amsterdam avec 75,77 m, sa meilleure performance de la saison.

## Palmarès
| Date | Compétition                          | Lieu                                | Résultat | Marque  |
| ---- | ------------------------------------ | ----------------------------------- | -------- | ------- |
| 2004 | Jeux olympiques                      | Athènes                             | 4e       | 72,73 m |
| 2004 | Finale mondiale                      | Szombathely                         | 6e       | 69,65 m |
| 2005 | Championnats d'Europe espoirs        | Erfurt                              | 2e       | 69,64 m |
| 2005 | Finale mondiale                      | Szombathely                         | 6e       | 69,95 m |
| 2006 | Championnats d'Europe                | Göteborg                            | 5e       | 70,89 m |
| 2006 | Finale mondiale                      | Stuttgart                           | 1re      | 75,44 m |
| 2006 | DécaNation                           | Paris                               | 1re      | 73,97 m |
| 2007 | Championnats du monde                | Osaka                               | 1re      | 74,76 m |
| 2008 | Jeux olympiques                      | Pékin                               | 8e       | 70,06 m |
| 2008 | Finale mondiale                      | Stuttgart                           | 5e       | 69,72 m |
| 2009 | Championnats d'Europe par équipes    | Leiria                              | 2e       | 74,97 m |
| 2009 | Universiade                          | Belgrade                            | 1re      | 75,83 m |
| 2009 | Championnats du monde                | Berlin                              | 2e       | 77,12 m |
| 2009 | Finale mondiale                      | Thessalonique                       | 1re      | 72,03 m |
| 2010 | Coupe d'Europe hivernale des lancers | Arles                               | 1re      | 72,48 m |
| 2010 | Championnats d'Europe par équipes    | Bergen                              | 1re      | 73,24 m |
| 2010 | Championnat d'Europe                 | Barcelone                           | 1re      | 76,38 m |
| 2010 | Challenge IAAF du lancer de marteau  | Challenge IAAF du lancer de marteau | 1re      | —       |
| 2011 | Coupe d'Europe hivernale des lancers | Sofia                               | 2e       | 72,71 m |
| 2011 | Championnats d'Europe par équipes    | Stockholm                           | 1re      | 73,43 m |
| 2011 | Championnats du monde                | Daegu                               | 2e       | 76,06 m |
| 2012 | Jeux olympiques                      | Londres                             | 2e       | 77,13 m |
| 2012 | Challenge IAAF du lancer de marteau  | Challenge IAAF du lancer de marteau | 1re      | —       |
| 2013 | Championnats d'Europe par équipes    | Gateshead                           | 1re      | 74,31 m |
| 2013 | Challenge IAAF du lancer de marteau  | Challenge IAAF du lancer de marteau | 2e       | —       |
| 2014 | Championnats d'Europe par équipes    | Brunswick                           | 1re      | 74,63 m |
| 2014 | Championnats d'Europe                | Zurich                              | 5e       | 72,39 m |
| 2014 | Challenge IAAF du lancer de marteau  | Challenge IAAF du lancer de marteau | 2e       | —       |
| 2015 | Championnats d'Europe par équipes    | Tcheboksary                         | 2e       | 75,73 m |
| 2015 | Championnats du monde                | Pékin                               | 7e       | 72,56 m |
| 2015 | Challenge IAAF du lancer de marteau  | Challenge IAAF du lancer de marteau | 2e       | —       |
| 2016 | Coupe d'Europe hivernale des lancers | Arad                                | 3e       | 69,83 m |
| 2016 | Championnats d'Europe                | Amsterdam                           | 2e       | 75,77 m |
| 2016 | Jeux olympiques                      | Rio de Janeiro                      | 4e       | 73,71 m |

## Records
| Épreuve           | Performance | Lieu  | Date        |
| ----------------- | ----------- | ----- | ----------- |
| Lancer du marteau | 79,42 m     | Halle | 21 mai 2011 |